# قطعنامه ۲۱۱۵ شورای امنیت
قطعنامه ۲۱۱۵ شورای امنیت سازمان ملل متحد سندی بین‌المللی دربارهٔ وضعیت در خاورمیانه است. این قطعنامه طی نشست شورای امنیت سازمان ملل متحد در تاریخ ۲۹ اوت ۲۰۱۳ میلادی با ۱۵ رأی موافق، ۰ مخالف و ۰ ممتنع به تصویب رسید.